# Сервус
Се́рвус (від лат. servus — слуга, раб, кріпак) — форма приятельського привітання чи прощання. Звертання «Сервус» використовується в багатьох регіонах Центральної та Східної Європи: нім. Servus, словац. Servus, словен. Serbus або Servus , серб. Serbus або Servus, хорв. Serbus або Servus, угор. Szervusz, пол. Serwus, рум. Servus, чеськ. Servus.

## Етимологія
Вітання «сервус» походять від лат. servus — слуга, раб, кріпак — і є еліпсисом латинського виразу «servus humillimus, domine spectabilis», який означає «[Ваш] покірний слуга, [мій] шляхетний володарю». У сучасній інтерпретації цей еліпсис ближчий за змістом до виразу «до Ваших послуг».

## Уживання слова «сервус»
Використання цього привітання приблизно збігається з межами колишньої Австро-Угорської імперії. Особливо популярне в Австрії, Угорщині, Словаччині, Румунії (здебільшого в Трансильванії), а також у південних районах Німеччини (Баварія, Баден-Вюртемберг, Пфальц, середній та південний Гессен), північній Хорватії, східній Словенії (переважно словенської Штирії) та західній Україні (Галичині). Може рідко застосовуватися в Чехії та Польщі (де це вважається архаїзмом, і не вживається у звичайній мові). Це слово може використовуватися як привітання, привітання на прощання або як те і інше залежно від регіону та контексту.
У західній Україні було викорінене із вжитку радянською владою. Ще вживається, але рідко,[джерело?] у середовищі інтелігенції старшого покоління галичан.

## Терміни і вислови, які походять від латинського «servus»
- Слуга слуг Божих (лат. Servus servorum Dei). Так підписувався замість належних йому титулів 64-й Папа Римський Григорій I[2]. Цей титул і підпис Папи Римські уживають дотепер.
- Слуга Божий (лат. Servus Dei) — термін, який застосовують у католицькій релігії для позначення померлої особи, відносно якої розпочато процес беатифікації. Хоча фактично насправді він може використовуватися в стосунку до будь-якого християнина.
- Сервілізм (від лат. servilis  — рабський) — рабська, підлабузницька поведінка, принижування себе перед вищим чи сильнішим[3].
- Сервіс (від лат. servis  — служити) : 1) обслуговування; 2) подача м'яча в тенісі.
- Сервіту́т (від лат. servitus  — підпорядкованість, повинність) : 1) обмеження права користування чужою власністю, головно землею; 2) обмеження суверенітету однієї держави щодо її території на користь іншої[4].
- Бути на сервус — бути як рівний, за панібрата[5].